# Europa Wschodnia (region fizycznogeograficzny)
Europa Wschodnia – część Europy wyróżniana jako region w regionalizacji fizycznogeograficznej Europy zgodnej z Uniwersalną Klasyfikacją Dziesiętną Międzynarodowej Federacji Dokumentacji. 
Regionalizacja fizycznogeograficzna Europy Wschodniej: 

## 7Krym i Kaukaz
71 Półwysep Krymski
711 Nizina Północnokrymska
712 Góry Krymskie
72 Kaukaz Północny
721 Nizina Kubańska
723 Wyżyna Stawropolska
724 Nizina Terecko-Kumska
73 Wielki Kaukaz
74 Nizina Kolchidzka
75 Nizina Kurańska
76 Mały Kaukaz

## 8Niż Wschodnioeuropejski
81 Podstrefa tundry i tundry lesistej
811 Równina Timańsko-Kanińska
812 Równina Północno-Wschodnia
82 Podstrefa północnej tajgi
821 Równina Peczorska
822 Grzbiet Timański
823 Równina Dźwińska
824 Równina Oneska
825 Uwały Północne
83 Strefa lasów mieszanych i podstrefa południowej tajgi – Nizina Środkoworosyjska
831 Wałdaj
832 Kraina górnej Wołgi
833 Grzęda Smoleńsko-Moskiewska
84 Strefa lasów mieszanych i podstrefa południowej tajgi – Niż Wschodniobałtycko-Białoruski
841 Pobrzeża Wschodniobałtyckie
841.1 Pobrzeża Estońskie
841.2 Nizina Estońska
841.3 Pobrzeże Ryskie
841.4 Pobrzeże Żmudzko-Kurońskie
841.5 Nizina Staropruska
841.6 Nizina Środkowolitewska
841.7 Wysoczyzny Żmudzko-Kurońskie
841.8 Nizina Semigalska
842 Pojezierza Wschodniobałtyckie
842.1 Pojezierze Widzemsko-Estońskie
842.2 Równina Ewikszty
842.3 Pojezierze Łatgalskie
842.4 Pojezierze Brasławskie
842.5 Równina Połocka
842.6 Pojezierze Białoruskie
842.7 Pojezierze Litewskie
842.8 Pojezierze Mazurskie
843 Wysoczyzny Podlasko-Białoruskie
843.1 Wysoczyzna Mińska
843.2 Poniemnie
843.3 Nizina Północnopodlaska
843.4 Przedpolesie Zachodnie
844 Nizina Berezyńsko-Desniańska
844.1 Przedpolesie Wschodnie
844.2 Środkowe Podnieprze
845 Polesie
845.1–2 Polesie Zachodnie
845.3 Polesie Wschodnie (Polesie Homelskie)
845.4 Polesie Wołyńskie
845.5 Polesie Żytomierskie
845.6 Polesie Kijowskie
845.7 Polesie Czernihowskie
845.8 Polesie Nowogrodzko-Siewierskie
85 Strefa leśno-stepowa – Wyżyny Ukraińskie
851 Wyżyna Wołyńsko-Podolska
851.1 Wyżyna Wołyńska
851.2 Małe Polesie
851.3 Podole Północne
851.4 Podole Zachodnie
851.5 Opole i Gołogóry
851.5* Opole
851.5* Gołogóry
851.6 Podole Wschodnie
852 Wyżyna Naddnieprzańska
853 Nizina Zadnieprzańska
854 Wyżyna Środkoworosyjska
855 Nizina Ocko-Dońska
856 Wyżyna Nadwołżańska
857 Nizina Zawołżańska
86 Strefa stepowa
861 Nizina Czarnomorska
862 Wyżyna Nadazowska
863 Wyżyna Doniecka
864 Nizina Dolnego Donu
865 Wzniesienia Nadwołżańskie
866 Jergeni
867 Nizina Nadkaspijska
868 Wyżyny Zawołżańskie

## 9Ural
91 Nowa Ziemia i Wajgacz
92 Ural Polarny
93 Ural Północny
94 Ural Środkowy
95 Ural Południowy